# 藤宮るり
藤宮 るり（ふじみや るり、8月10日 - ）は、日本の女性声優。東京都出身。アクセルワン所属。

## 人物
声種はメゾソプラノ。
趣味はカラオケ、音楽鑑賞。特技はゆで卵の早剥き。

## 出演

### テレビアニメ
- HUGっと!プリキュア（2018年 - 2019年、子供、業者、女子学生、ちびハリ）
- クレヨンしんちゃん（2019年 - 2025年、客D、女の子、小学生）
- さよなら私のクラマー（2021年、チャント）

### 劇場アニメ
- 劇場版 うたの☆プリンスさまっ♪ マジLOVEキングダム（2019年）

### ゲーム
- 逆転オセロニア（2017年、ユービア）
- サウザンドメモリーズ（2017年、ボレロ）
- サファイア・スフィア〜蒼き境界〜 （2018年、シロ）
- 超探偵事件簿 レインコード（2023年）

### 吹き替え

#### 映画
- バリー・シール/アメリカをはめた男（2017年、クリスティーナ〈モーガン・ヒンクルマン〉）

#### ドラマ
- バナナ・アクチュアリー（2020年、ボヨン〈ソ・ジョンヒ〉）